# نجع
النجع أو الكَفر أو القُريَّة أو الدَّسْكَرة أو العِزبة هو نوع من المستوطنات السكانية. هو مصطلح يُستخدم في العديد من الدول العربية للدلالة على تجمع سكاني صغير أو على نمط من أنماط الترحال، ويختلف معناه وتطبيقه حسب السياق الجغرافي والثقافي، لا سيما في مصر والسودان وشبه الجزيرة العربية.

## التعريف اللغوي
يرجع أصل كلمة "النجع" إلى الجذر العربي ن-ج-ع، ويُقال "نَجَع البعير" أي سار طلبًا للمرعى، و"نَجَع القوم" أي انتقلوا من مكان إلى آخر بحثًا عن الماء والكلأ. ويستخدم المصطلح في اللغة الفصحى للدلالة على الترحال أو المسير نحو مورد رزق.

## مصر
في مصر، يُطلق مصطلح "النجع" على وحدة سكنية ريفية صغيرة تقع غالبًا في أطراف القرى أو في المناطق الزراعية. ويتكوّن النجع عادة من مجموعة من البيوت، تسكنها عائلة واحدة أو عدد قليل من العائلات المرتبطة نسبيًا، ويُعد أصغر من القرية من حيث المساحة وعدد السكان.
خصائص النجوع المصرية:
التركيبة السكانية: يغلب عليها الطابع العائلي أو القبلي.
النشاط الاقتصادي: يعتمد السكان بشكل أساسي على الزراعة وتربية الماشية.
البنية التحتية: تعاني العديد من النجوع من نقص في الخدمات مثل الكهرباء، الصرف الصحي، والمياه النقية، رغم تحسن الوضع في السنوات الأخيرة.
الإدارة المحلية: تُدار النجوع عادة من خلال عمدة أو شيخ نجع، وتتبع إداريًا لقرية أكبر.

## الجزير العربية
في سياق شبه الجزيرة العربية، يُشير "النجع" إلى الترحال الموسمي الذي يقوم به البدو بحثًا عن الماء والكلأ للماشية. ويُستخدم المصطلح لوصف كل من العملية (النجع) ومكان النزول المؤقت.
في هذا السياق:
النجع هو سلوك موسمي تقليدي ضمن ثقافة البادية.
يُمارس غالبًا من قبل القبائل البدوية.
يرمز النجع إلى نمط حياة متنقل مرتبط برعي الإبل والأغنام.

## السودان
في السودان، يحمل النجع مدلولات قريبة من مثيله في الجزيرة العربية، حيث يشير إلى حركة البدو الرحّل في مساحات واسعة من الأرض، خاصة في مناطق كردفان ودارفور. ويُعد النجع جزءًا من الثقافة الرعوية السودانية.

## بلدان اخرى
يطلق عليه اسم دوار في المغرب العربي كما يستخدم مصطلح خربة في الشام للدلالة على القرية الصغيرة جدا .

## الفرق بين النجع والقرية
الفرق بين النجع و القرية كالفرق التعريف بين قرية بلدة او البلدة و مدينة. حيث الحجم و تقسيم الاداري و نظرة الاجتماعية هي تحدد تعريف.
على عموم النجع يكون عادة اصغر من قرية من حيث كثافة و حجم السكان و لا خدمات تقريباً، و غالبا كل سكانها اقارب،و اداريا تتبع قرى اكبر.

## الثقافة الشعبية
ذكر النجوع نادر في حديث الادبي و الاجتماعي و الحضري، مثلها مثل البلدة، حيث يتركز التصنيف لكل مكان صغير حجم و قليل السكان و مترابط اجتماعيا و بسيط اقتصاديا في كلمة قرية، و اي مكان كبير حجم و كثير سكان و مشاكل الاجتماعية الطبقية و معقد اقتصاديا و صناعيا بكلمة مدينة.
يظهر النجع في الأدب الشعبي العربي، خصوصًا في مصر، كرمز للبساطة والتقاليد العريقة والروابط الاجتماعية القوية. وغالبًا ما يُصور في القصص والحكايات الشعبية كمكانٍ نقي يعكس تراث الأجداد وتاريخ القبيلة أو العائلة.